# Begazy-Dandybajcultuur
De Begazy-Dandybajcultuur (Kazachs: Беғазы-Дәндібай мәдениеті, Russisch: Бегазы-Дандыбаевская культура) is een bronstijdcultuur met een gemengde economie op het grondgebied van het huidige Centraal Kazachstan, Turkmenistan en Oezbekistan, gedateerd van de 14e tot de 8e eeuw v.Chr.
De cultuur werd ontdekt, voor het eerst opgegraven en gepubliceerd in de jaren 1930-1940 door M.P. Grjaznov, die het beschouwde als een lokale versie van de Karasoekcultuur. In 1979 werd de Begazy-Dandybajcultuur in detail beschreven en geanalyseerd in een monografie van A.Ch. Margoelan, die het verzamelde materiaal systematisch beoordeelde en een beschrijving van de archeologische cultuur produceerde. 
In haar beginperiode leefden de dragers van deze cultuur in steppe-oases langs kleine rivieren met een vrij talrijke bevolking, als onderdeel van de Andronovocultuur, welke zich bezighield met landbouw, veeteelt, mijnbouw, metallurgie en metaalverwerking. De welvaart van de Andronovobevolking in Centraal Kazachstan kwam van de productie van vee en bronsgieten. 
De Begazy-Dandybajcultuur beleefde haar hoogtepunt van het begin van het 1e millennium v.Chr. tot de 8e eeuw v.Chr. Ze besloeg een uitgestrekt heuvelachtig steppegebied van ongeveer 2 miljoen vierkante kilometer, met immense weiden en talrijke ertsafzettingen.
Archeologisch onderzoek van na de jaren tachtig breidde de bekende locaties van de cultuur uit tot meer dan 60 nederzettingen en ruim 200 begraafplaatsen. De aandacht verschoof van de redelijk goed bestudeerde megalithische monumenten naar de nederzettingen en begraafplaatsen van het gewone volk. 

## Grafheuvels
De meeste mensen werden begraven onder grafheuvels, plaatselijk koergans genoemd. Momenteel zijn meerdere grafheuvels van het gewone volk met de bijbehorende inventaris onderzocht. De rijkere graven getuigen van inkomensongelijkheid en sociale stratificatie. 

## Megalithische grafmonumenten
De meest opvallende monumenten zijn ongeveer 20 architectonisch ongebruikelijke megalithische mausolea. Meestal zijn de mausolea omsloten met een vierkante of ovale omheining van twee of drie gestapelde stenen muren of stenen platen van tot drie ton, bedekt met platen als een galerij met een diameter tot 30 m rond een centrale kamer, met af en toe een toegangskamer. De centrale kamer is gebouwd met stenen wanden en meerdere vierkante pilaren die een dak van stenen platen ondersteunen en een enorme sarcofaag omsluiten. De mausolea zijn omgeven door gewone koergan-begrafenissen. De begraafplaatsen liggen dicht bij grote nederzettingen die zich uitstrekken tot 10 ha.

## Kunst
De Begazy-Dandybajcultuur bewaarde vormen uit de bronstijd en toonde tegelijkertijd archeologische kenmerken van de vroege ijzertijd. De grafinventaris omvat rijkelijk versierd dunwandig aardewerk met een gepolijst oppervlak, versierd met geometrische patronen en tamga-achtige tekens, maar ook ruw keramiek van een proto-Tasmola-type. In het mausoleum van Begazy vond men  gekartelde bronzen pijlpunten, die typologisch de latere periode van de cultuur aanduidden. Het aardewerk en de bronzen en gouden artefacten gevonden in de mausolea vonden hun navolging in de daaropvolgende nomadische Tasmolacultuur. De Begazy-Dandybai-mensen produceerden sieraden als zilveren en gouden armbanden, ringen, bedels, hangers, oorbellen, gespen en diademen uit een legering van ongeveer 86% goud, 13% zilver en 1% koper.

## Bevolking
De dorpen lagen aan de voet van rotsachtige heuvels, dicht bij bronnen van water en brandstof. In de valleien van de Tokraun, Nura, Sarysu, Atasu, Ishim, Sileti en andere rivieren bevonden zich dicht op elkaar gelegen dorpen van mijnwerkers en metaalbewerkers. Het aardewerk was gemaakt van klei gemengd met granietzand, en bestond uit potten, kruiken, kommen, kopjes, vaten met tuiten, enz. Het grafinventaris en de woningen bevatten veel gereedschap van metaal en been: bronzen spelden, naalden, knopen, voeringen, en benen dozen voor naalden. In de mijnbouw werd een groot aantal gereedschappen gebruikt: hamers, houwelen, schoffels, raspen, vijzels, stampers en stenen mallen.

## Economie
De archeologische bewijzen tonen een ontwikkelde economie met haklandbouw, irrigatie, veeteelt en productie van non-ferrometalen. Aangenomen wordt dat in de late bronstijd een nomadische veeteelt van het transhumance-type (verre zomerweiden) ontstond, wat leidde tot een toename van de productiviteit van de veehouderij en een groei van de veestapels. Daarnaast werd de irrigatielandbouw voortgezet.

## Verwante culturen
De Andronovocultuur wordt als een voorloper gezien van de Begazy-Dandybajcultuur.
De Begazy-Dandybaj-locaties, meestal gelegen in bergachtige gebieden omringd door droge steppen, werden in hetzelfde gebied opgevolgd door nomadische herdersculturen. Deze omvatten de Tasmolacultuur, die verspreid was over centraal Kazachstan in de provincies Karaganda, Aqmola en Pavlodar, en de Pazyrykcultuur van het Altaj-gebergte.
Hoewel de megalithische architectuur van Begazy-Dandybaj uniek was, waren andere aspecten van de materiële cultuur vergelijkbaar met de gelijktijdige Karasoekcultuur en met die van Tasmola.